# 喬瓦尼·安東尼尼

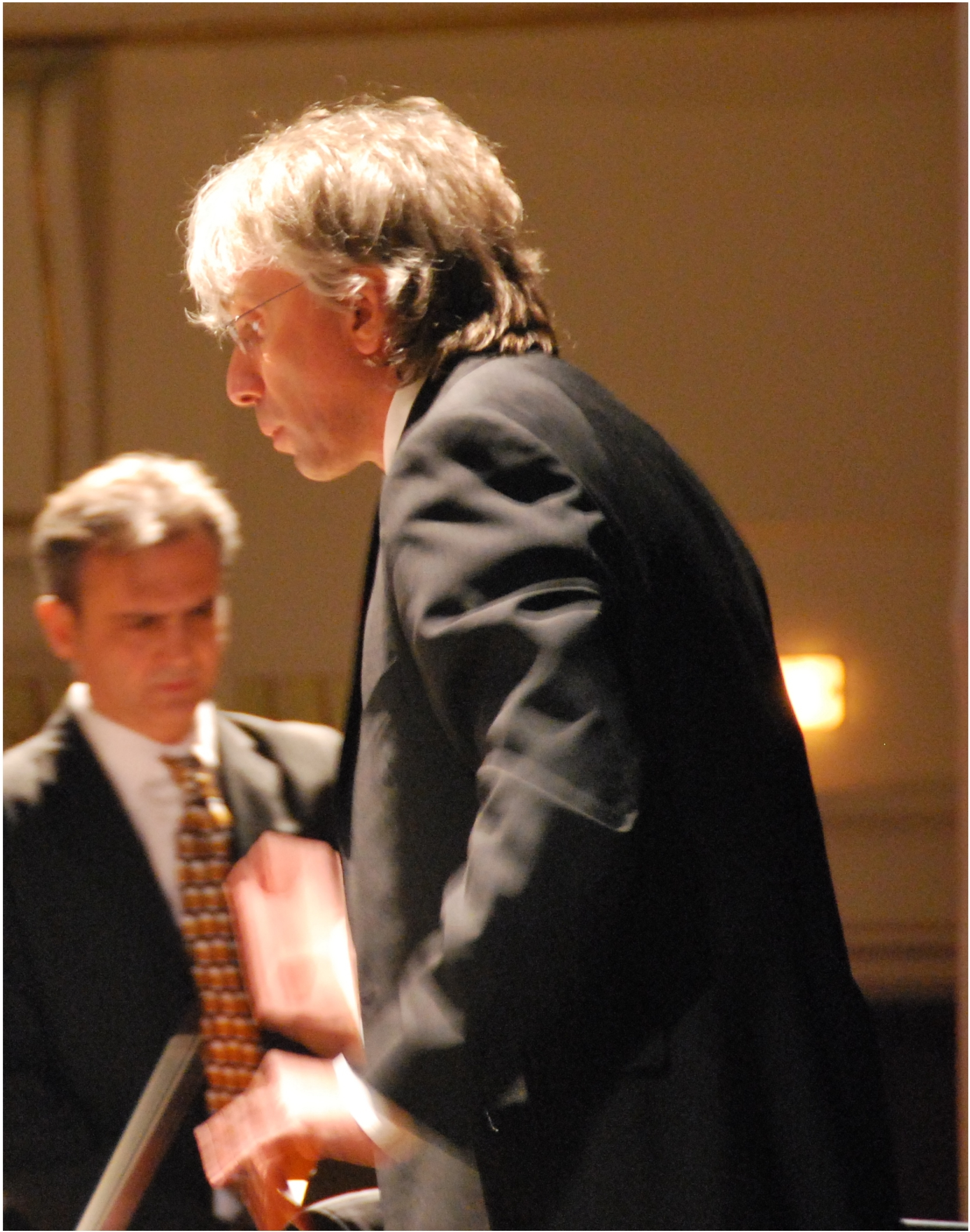
安東尼尼與克拉科夫爱乐乐团，攝於Misteria Paschalia音乐节，2010年4月4日

喬瓦尼·安東尼尼（義大利語：Giovanni Antonini，1965年—）是義大利指揮家、直笛和巴洛克笛演奏家。他出生在米蘭，在當地求學，之後前往日內瓦進修。1985年他和Luca Pianca共同創立了「和諧花園」（Il Giardino Armonico）古樂團，該團主要在米蘭活動，專研義大利早期音樂。
安東尼尼是義大利古樂演奏的代表人物之一，與Christoph Prégardien、Christophe Coin、Labèque姊妹、Viktoria Mullova和Giuliano Carmignola等人均有合作。他與和諧花園古樂團的錄音作品曾獲留声机奖、金叉獎等肯定。
2014年，安東尼尼與和諧花園古樂團展開全本海頓交響曲的錄音計畫，預計在2032年，也就是海頓的三百歲誕辰年完成。

## 外部連結
- 喬瓦尼·安東尼尼的Discogs页面（英文）